# Villeneuve (Puy-de-Dôme)
Villeneuve is een gemeente in het Franse departement Puy-de-Dôme in de regio Auvergne-Rhône-Alpes en telt 144 inwoners (2005). De plaats maakt deel uit van het arrondissement Issoire.

## Geografie
De oppervlakte van Villeneuve bedraagt 4,3 km², de bevolkingsdichtheid is 33,5 inwoners per km².
De onderstaande kaart toont de ligging van Villeneuve (Puy-de-Dôme) met de belangrijkste infrastructuur en aangrenzende gemeenten.

## Demografie
Onderstaande figuur toont het verloop van het inwonertal (bron: INSEE-tellingen).